# Huang Shixie
Huang Shixie (chiń. 黄世燮) – chiński dyplomata.
Pierwszy ambasador Chińskiej Republiki Ludowej w Republice Rwandy. Pełnił tę funkcję między czerwcem 1972 a sierpniem 1977 roku. Był także ambasadorem w Jordańskim Królestwie Haszymidzkim między czerwcem 1982 a majem 1985.